# Virandeville
Virandeville település Franciaországban, Manche megyében. Lakosainak száma 771 fő (2022. január 1.). Virandeville Teurthéville-Hague, Couville, Saint-Christophe-du-Foc és Sideville községekkel határos.

## Népesség
A település népessége az elmúlt években az alábbi módon változott:
| Lakosok száma | 504  | 631  | 731  | 754  | 797  | 796  | 794  | 783  | 777  | 771  |
|               | 1968 | 1982 | 1990 | 2006 | 2013 | 2015 | 2017 | 2019 | 2020 | 2022 |